# Nate Linhart

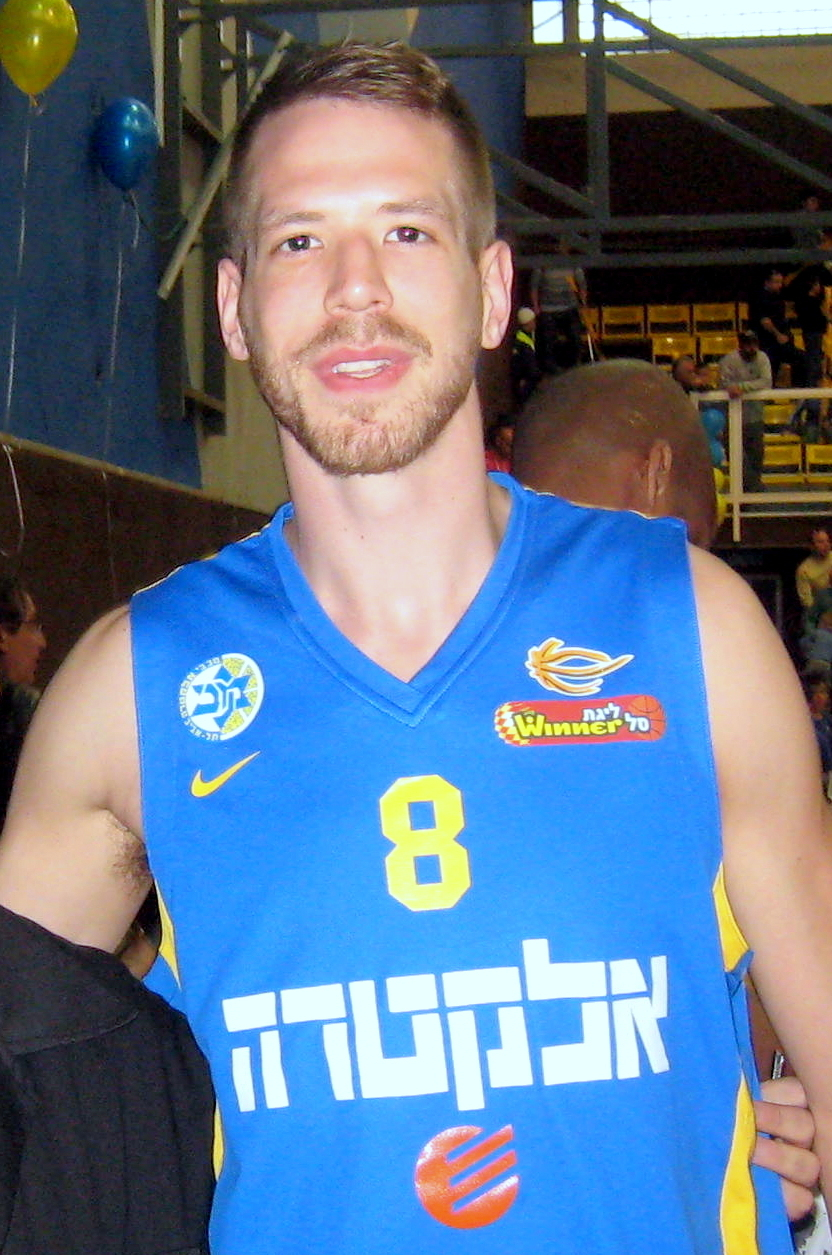

Nathaniel "Nate" Andrew Linhart (Gahanna, 14 de novembro de 1986) é um basquetebolista profissional estadunidense que atualmente joga pelo Spirou Charleroi da Liga Belga.